# Autostrady w Belgii
Autostrady w Belgii (Autosnelwegen, Autoroutes, Autobahnen) tworzą sieć dróg szybkiego ruchu w tym kraju o długości całkowitej 1763 km.
Literą A oznacza się autostrady przeznaczone są dla najważniejszych relacji międzyregionalnych i międzynarodowych, zaś literą R obwodnice miast, jednakże tylko niektóre z nich mają parametry autostrady.
W samej Belgii częściej używa się oznaczeń tras europejskich. Charakterystyczną cechą belgijskich autostrad (zwłaszcza starszych) są długie odcinki posiadające oświetlenie.

## Autostrady
| Oznaczenie | Oznaczenie | Długość  | Przebieg                                                      | Mapa      | Region                                                                                 |
| ---------- | ---------- | -------- | ------------------------------------------------------------- | --------- | -------------------------------------------------------------------------------------- |
|            |            | 70 km    | Bruksela – Mechelen – Antwerpia (– Breda )                    | Mapa A1   | Antwerpia, Brabancja Flamandzka, Region Stołeczny Brukseli                             |
|            |            | 88 km    | Leuven – Diest – Genk – Maasmechelen (– Heerlen – Akwizgran ) | Mapa A2   | Limburgia, Brabancja Flamandzka                                                        |
|            |            | 136 km   | Bruksela – Leuven – Liège – Eupen (– Akwizgran )              | Mapa A3   | Liège, Brabancja Walońska, Brabancja Flamandzka, Region Stołeczny Brukseli             |
|            |            | 188 km   | Bruksela – Wavre – Namur – Arlon (– Luksemburg )              | Mapa A4   | Luksemburg, Namur, Brabancja Walońska, Brabancja Flamandzka, Region Stołeczny Brukseli |
|            |            | 61 km    | Halle – Nivelles – Mons (– Valenciennes )                     | Mapa A7   | Hainaut, Brabancja Walońska                                                            |
|            |            | 73 km    | Halle – Tournai (– Lille )                                    | Mapa A8   | Hainaut, Brabancja Walońska, Brabancja Flamandzka                                      |
|            |            | 110 km   | Bruksela – Aalst – Gandawa – Brugia – Ostenda                 | Mapa A10  | Flandria Zachodnia, Flandria Wschodnia, Brabancja Flamandzka                           |
|            |            | 24 km    | Antwerpia – Zelzate                                           | Mapa A11  | Antwerpia, Flandria Wschodnia                                                          |
|            |            | 59 km    | Bruksela – Boom – Antwerpia (– Bergen op Zoom )               | Mapa A12  | Antwerpia, Brabancja Flamandzka, Region Stołeczny Brukseli                             |
|            |            | 110 km   | Antwerpia – Hasselt – Liège                                   | Mapa A13  | Antwerpia, Limburgia, Liège                                                            |
|            |            | 101 km   | Antwerpia – Sint-Niklaas – Gandawa – Kortrijk (– Lille )      | Mapa A14  | Antwerpia, Flandria Wschodnia, Flandria Zachodnia                                      |
|            |            | 92 km    | La Louvière – Charleroi – Namur – Liège                       | Mapa A15  | Liège, Namur, Hainaut                                                                  |
|            |            | 34 km    | Mons – Tournai                                                | Mapa A16  | Hainaut                                                                                |
|            |            | 62 km    | Brugia – Kortrijk – Tournai                                   | Mapa A17  | Flandria Zachodnia, Hainaut                                                            |
|            |            | 40 km    | Brugia – De Panne (– Dunkierka – Calais )                     | Mapa A18  | Flandria Zachodnia                                                                     |
|            |            | 25 km    | Kortrijk – Ieper                                              | Mapa A19  | Flandria Zachodnia                                                                     |
|            |            | 45 km    | Antwerpia – Turnhout (– Eindhoven )                           | Mapa A21  | Antwerpia                                                                              |
|            |            | 22 km    | Liège – Visé (– Maastricht )                                  | Mapa A25  | Liège                                                                                  |
|            |            | 102 km   | Liège – Bastogne – Neufchâteau                                | Mapa A26  | Liège, Luksemburg                                                                      |
|            |            | 61 km    | Battice – Verviers – Malmedy – Sankt Vith (– Wittlich )       | Mapa A27  | Liège                                                                                  |
|            |            | 4 km     | Aubange (– Longwy )                                           | Mapa A28  | Luksemburg                                                                             |
|            |            | 21 km    | Nivelles – Charleroi                                          | Mapa A54  | Hainaut                                                                                |
|            |            | 2,7 km   | Wilrijk – A12                                                 | Mapa A112 | Antwerpia                                                                              |
|            |            | 5 km     | Port lotniczy Bruksela – Bruksela                             | Mapa A201 | Region Stołeczny Brukseli                                                              |
|            |            | 6 km     | La Louvière – A7                                              | Mapa A501 | Hainaut                                                                                |
|            |            | 2,7 km   | Charleroi – Mont-sur-Marchienne                               | Mapa A503 | Hainaut                                                                                |
|            |            | 4,754 km | A3 – okolice Liège – A13                                      | Mapa A601 | Liège                                                                                  |
|            |            | 11,3 km  | A3 – okolice Liège – A26                                      | Mapa A602 | Liège                                                                                  |
|            |            | 4 km     | Seraing – okolice Liège – A15                                 | Mapa A604 | Liège                                                                                  |
|            |            | 12 km    | A26 – Liège – A3                                              |           |                                                                                        |

## Autostradowe obwodnice miast
| Oznaczenie | Miasto    | Rodzaj obwodnicy | Długość (km) |
| ---------- | --------- | ---------------- | ------------ |
| R0         | Bruksela  | zewnętrzna       | 75           |
| R1         | Antwerpia | wewnętrzna       | 17           |
| R2         | Antwerpia | zewnętrzna       | 13           |
| R3         | Charleroi | zewnętrzna       | 33           |
| R4         | Gandawa   |                  | 14           |
| R5         | Mons      |                  | 15           |
| R6         | Mechelen  |                  | 5            |
| R8         | Kortrijk  |                  | 17           |
| R9         | Charleroi | wewnętrzna       | 5            |

## Opłaty
Od 1 kwietnia 2016 przejazd belgijskimi autostradami jest płatny dla pojazdów o masie całkowitej powyżej 3,5 t. Koszt za każdy przejechany kilometr wynosi od 7 do 30 eurocentów. Pobór opłat następuje elektronicznie, poprzez urządzenie pokładowe (On Board Unit). Operatorem systemu jest Satellic.